# كارسون بالمر
كارسون بالمر (بالإنجليزية: Carson Palmer) هو لاعب كرة قدم أمريكية أمريكي، ولد في 27 ديسمبر 1979 في فريسنو في الولايات المتحدة.

## وصلات خارجية
- كارسون بالمر على موقع إي إس بي إن.كوم (أن.أف.أل)3
- كارسون بالمر على موقع مرجع كرة القدم المحترفة.كوم (الإنجليزية)
- كارسون بالمر على موقع IMDb (الإنجليزية)
- كارسون بالمر على موقع إن إن دي بي (الإنجليزية)
- كارسون بالمر على موقع قاعدة بيانات الفيلم (الإنجليزية)